# Oasis Dream
Oasis Dream, né le 30 mars 2000, est un cheval de course, sacré sprinter européen de l'année en 2003, et un étalon pur-sang anglais.

## Carrière de courses
Oasis Dream manqua ses débuts à 2 ans, dans un maiden dont il était pourtant le favori. Il lui fallut une autre course pour apprendre le métier, puis montra à Nottingham qu'il avait compris ce qu'on attendait de lui. Aussi John Gosden, son entraîneur, n'hésita pas à le présenter directement au plus haut niveau, dans un groupe 1, les Middle Park Stakes, où il s'imposa facilement, record de la course à la clé. Si le titre de meilleur 2 ans européen lui échappa au profit de Hold That Tiger, qui remporta quant à lui le Grand Critérium, il reçut un rating FIAH de 123, le meilleur chez les 2 ans du vieux continent, ce qui ne manqua pas de faire grincer quelques dents puisque Tout Seul, le vainqueur des Dewhurst Stakes, souvent la course anglaise pour 2 ans la plus relevée, n'avait obtenu qu'un 122, et Hold That Tiger qu'un maigre 117.
Doté d'une vitesse de base très élevée, Oasis Dream ne visa pas les classiques du printemps, dont il était pourtant l'un des favoris. Son entraîneur visa plutôt les sprints de l'été britannique, à commencer par les King's Stand Stakes où son protégé reparut en 2003, après plus de huit mois d'absence, pour prendre une troisième place dans une course enlevée par l'Australien Choisir. Mais il ne tarda pas à prendre sa revanche sur celui-ci dans la July Cup, puis enchaîna par une autre victoire, plus aisée encore, dans les Nunthorpe Stakes, échouant à quatre centièmes de seconde du record de la piste établi par le grand Dayjur en 1990. Incontestable numéro 1 des sprinters européens, comparé par son entraîneur à Abernant, le meilleur sprinter du XXe siècle, il dut toutefois s'incliner en septembre dans la Haydock Sprint Cup face à Somnus et à un terrain trop souple pour ses aptitudes. Le poulain devait faire ses adieux à la compétition dans le Prix de l'Abbaye de Longchamp, mais il fut déclaré non-partant au dernier moment. C'est donc aux États-Unis qu'il allait achever sa carrière, non pas dans le Breeders' Cup Sprint, qui se déroulait alors sur une surface, le dirt, qu'il n'avait jamais foulée, mais par défaut dans le Breeders' Cup Mile, puisque le Breeders' Cup Turf Sprint n'allait être créé qu'en 2008. Cette tentative pour rallonger un poulain qui n'avait jamais couru sur plus de  1 200 mètres s'avéra infructueuse : pur sprinter, Oasis Dream ne tenait pas la distance. Cet échec ne l'empêcha pas d'être sacré sprinter européen de l'année et, avec un rating de 125 classé, classé troisième européen de 3 ans et onzième meilleur cheval du monde au classement 2003 de la FIAH. 

### Résumé de carrière
| Date         | Hippodrome       | Pays        | Course              | Statut      | Distance    | Jockey         | Place       | Écart       | Vainqueur ou deuxième |
| 2002, 2 ans  | 2002, 2 ans      | 2002, 2 ans | 2002, 2 ans         | 2002, 2 ans | 2002, 2 ans | 2002, 2 ans    | 2002, 2 ans | 2002, 2 ans | 2002, 2 ans           |
| ------------ | ---------------- | ----------- | ------------------- | ----------- | ----------- | -------------- | ----------- | ----------- | --------------------- |
| 14 août      | Salisbury        | Royaume-Uni | Maiden              |             | 1 200 m     | Richard Hughes | 5e / 12     | 8           | Salsalino             |
| 30 août      | Sandown          | Royaume-Uni | Maiden              |             | 1 200 m     | Jimmy Fortune  | 2e / 11     | 3 ½         | Rimrod                |
| 20 septembre | Nottingham       | Royaume-Uni | Maiden              |             | 1 200 m     | Jimmy Fortune  | 1er / 5     | 4           | But of Course         |
| 3 octobre    | Newmarket        | Royaume-Uni | Middle Park Stakes  | Gr. 1       | 1 200 m     | Jimmy Fortune  | 1er / 10    | 1 ½         | Tomahawk              |
| 2003, 3 ans  |                  |             |                     |             |             |                |             |             |                       |
| 17 juin      | Ascot            | Royaume-Uni | King's Stand Stakes | Gr. 1       | 1 000 m     | Richard Hughes | 3e / 20     | 2 ½         | Choisir               |
| 10 juillet   | Newmarket        | Royaume-Uni | July Cup            | Gr. 1       | 1 200 m     | Richard Hughes | 1er / 16    | 1 ½         | Choisir               |
| 21 août      | York             | Royaume-Uni | Nunthorpe Stakes    | Gr. 1       | 1 000 m     | Richard Hughes | 1er / 8     | 2 ½         | The Tatling           |
| 6 septembre  | Haydock          | Royaume-Uni | Haydock Sprint Cup  | Gr. 1       | 1 200 m     | Richard Hughes | 2e / 10     | 1 ½         | Somnus                |
| 25 octobre   | Santa Anita Park | États-Unis  | Breeders' Cup Mile  | Gr. 1       | 1 600 m     | Richard Hughes | 10e / 13    | 7           | Six Perfections       |

## Au haras
Installé à Banstead Manor Stud, le haras anglais de Juddmonte, Oasis Dream s'est affirmé comme l'un des meilleurs étalons d'Europe, son prix de saillie, initialement fixé à £ 25 000, culminant à £ 85 000 dans les années 2010. Il est l'auteur d'une quinzaine de lauréats de groupe 1, parmi lesquels on peut citer (avec le père de mère entre parenthèses) : 
- Midday (Kingmambo) : Nassau Stakes (x3), Breeders' Cup Filly & Mare Turf, Yorkshire Oaks, Prix Vermeille.
- Muhaarar (Linamix) : Commonwealth Cup, July Cup, Prix Maurice de Gheest, British Champions Sprint Stakes, sprinter européen de l'année en 2015.
- Native Trail (Observatory) : National Stakes, Dewhurst Stakes, Irish 2000 Guineas, 2 ans européen de l'année en 2021.
- Goldream (Machiavellian) : King's Stand Stakes, Prix de l'Abbaye de Longchamp.
- Power (Inchinor) : National Stakes, Irish 2000 Guineas
- Aqlaam (Rainbow Quest) : Prix du Moulin de Longchamp
- Prohibit (Warning) : King's Stand Stakes
- Naaqoos (Machiavellian) : Prix Jean-Luc Lagardère
- Arcano (Daylami) : Prix Morny
- Jwala (Indian Ridge) : Nunthorpe Stakes
- Muarrab (Wolfhound) : Dubai Golden Shaheen
- Charming Thought (Indian Ridge) : Middle Park Stakes
- Polydream (Green Tune) : Prix Maurice de Gheest
- Pretty Pollyanna (Shamardal) : Prix Morny

Oasis Dream est également un excellent père de mères, ce dont témoignent Siskin (par First Defence, vainqueur des Phoenix Stakes et des Irish 2000 Guineas), Nation's Pride (par Teofilo, Saratoga Derby Invitational, Grosser Dallmayr-Preis, Canadian International Stakes, Arlington Million), Sioux Nation (par Scat Daddy, Phoenix Stakes), ou Irésine (par Manduro, Prix Ganay, Prix Royal Oak). 

## Origines
Oasis Dream tient sa vitesse exceptionnelle de son père Green Desert, lui aussi lauréat de la July Cup, mais aussi de la Haydock Sprint Cup, et surtout grand étalon et grand père d'étalons puisqu'il a donné également les chevronnés Invincible Spirit et Cape Cross.
Hope, la mère, est une fille du grand Dancing Brave et de Bahamian, qui se classa deuxième du Prix de Pomone sur 2 700 mètres et cinquième des Oaks. La troisième mère, Sorbus, était presque une championne, puisqu'elle remporta presque un groupe 1 : deuxième des Irish 1000 Guineas, deuxième de l'Irish St. Leger, deuxième des Yorkshire Oaks. Et quand elle franchit le poteau en tête, dan les Irish Oaks, elle fut rétrogradée à la seconde place pour avoir gênée Fair Salinia, déclarée gagnante sur tapis vert. Sorbus devint une grande poulinière, très influente, au sein d'une famille, l'une des plus belles de l'élevage Juddmonte, qui ne manquait pas de tenue (on trouve d'excellents stayers dans sa descendance), et pourtant Oasis Dream n'en reçut aucune en héritage.  
La descendance, sélective, de Sorbus : 
- Beldarian (Last Tycoon) : 2e Ballyroan Stakes (Gr.3). 4e Oaks.
  - Dariana (Redoute's Choice) : Queensland Derby (Gr.1, Australie). 2e Underwood Stakes (Gr.1)
- Klarifi (Habitat)
  - Fracas (In the Wings) : Derrinstown Stud Derby Trial Stakes (Gr.2), Classic Trial (Gr.3), Meld St (Gr.3). 2e Rheinland-Pokal, Mooresbridge Stakes (Gr.3), Ballyroan Stakes (Gr.3). 4e Derby.
- Bahamian (Mill Reef)
  - Coraline (Sadler's Wells)
    - Reefscape (Linamix) : Prix du Cadran, Hubert de Chaudenay (Gr.2), Gladiateur (Gr.3). 2e Gold Cup, Prix Ganay, Royal-Oak, Kergorlay (Gr.2), de Lutèce (Gr.3). 3e Coronation Cup, Prix de la Vicomtesse Vigier (Gr.2), de Barbeville (Gr.3).
    - Martaline (Linamix) : Prix Maurice de Nieuil (Gr.2), d'Hédouville (Gr.3). 2e Grand Prix de Chantilly, Prix Foy. 3e Prix Jean-de-Chaudenay.
    - Costal Path (Halling) : Prix Hubert de Chaudenay (Gr.2), Prix Vicomtesse Vigier (Gr.2), de Lutèce (Gr.3), de Barbeville (Gr.3). 2e Prix Kergorlay (Gr.2), Prix d'Hédouville (Gr.3). 3e Gold Cup.
    - Clear Thinking (Rainbow Quest) : 2e Prix Berteux (Gr.3). 3e Prix Maurice de Nieuil (Gr.2), Prix Vicomtesse Vigier (Gr.2), Hubert de Chaudenay (Gr.2).

  - Trellis Bay (Sadler's Wells)
    - Bellamy Cay (Kris) : Prix Maurice de Nieuil (Gr.2), Prix d'Hédouville (Gr.3). 2e Prix Royal-Oak. 3e Grand Prix de Chantilly.
    - Cinnamon Bay (Zamindar)
      - New Bay (Dubawi) : Prix du Jockey Club, Guillaume d'Ornano, Prix Niel, Prix Gontaut Biron. 2e Poule d'Essai des Poulains, 3e Prix de l'Arc de Triomphe

  - Wemyss Bight (Dancing Brave) : Irish Oaks, Prix de Malleret (Gr.2), Prix Cléopâtre (Gr.3), Prix Pénélope (Gr.3). 2e Prix Vermeille.
    - Beat Hollow (Sadler's Wells) : Grand Prix de Paris, Arlington Million, Woodford Reserve Turf Classic (Gr.1, USA), Manhattan Handicap (Gr.1, USA). 2e Eddie Read Handicap (Gr.1, USA). 3e Derby, Keeneland Turf Mile Stakes (Gr.1, USA).

  - Hope (Dancing Brave)
    - Oasis Dream
    - Zenda (Zamindar) : Poule d'Essai des Pouliches. 2e Coronation Stakes, Queen Elizabeth II Challenge Cup (Gr.1, USA).
      - Kingman (Invincible Spirit) : Irish 2000 Guineas, St. James's Palace Stakes, Sussex Stakes, Prix Jacques Le Marois.
      - Remote (Dansili) : Tercentenary Stakes (Gr.3)
      - First Eleven (Frankel) : 3e Cumberland Lodge Stakes (Gr.3)

### Pedigree
| Origines de Oasis Dream (GB), mâle bai né en 2000 | Origines de Oasis Dream (GB), mâle bai né en 2000 | Origines de Oasis Dream (GB), mâle bai né en 2000 | Origines de Oasis Dream (GB), mâle bai né en 2000 |
| ------------------------------------------------- | ------------------------------------------------- | ------------------------------------------------- | ------------------------------------------------- |
| Père Green Desert 1983                            | Danzig 1977                                       | Northern Dancer                                   | Nearctic                                          |
| Père Green Desert 1983                            | Danzig 1977                                       | Northern Dancer                                   | Natalma                                           |
| Père Green Desert 1983                            | Danzig 1977                                       | Pas de Nom                                        | Admiral's Voyage                                  |
| Père Green Desert 1983                            | Danzig 1977                                       | Pas de Nom                                        | Petitioner                                        |
| Père Green Desert 1983                            | Foreign Courier 1979                              | Sir Ivor                                          | Sir Gaylord                                       |
| Père Green Desert 1983                            | Foreign Courier 1979                              | Sir Ivor                                          | Attica                                            |
| Père Green Desert 1983                            | Foreign Courier 1979                              | Courtly Dee                                       | Never Bend                                        |
| Père Green Desert 1983                            | Foreign Courier 1979                              | Courtly Dee                                       | Tulle                                             |
| Mère Hope 1991                                    | Dancing Brave 1983                                | Lyphard                                           | Northern Dancer                                   |
| Mère Hope 1991                                    | Dancing Brave 1983                                | Lyphard                                           | Goofed                                            |
| Mère Hope 1991                                    | Dancing Brave 1983                                | Navajo Princess                                   | Drone                                             |
| Mère Hope 1991                                    | Dancing Brave 1983                                | Navajo Princess                                   | Olmec                                             |
| Mère Hope 1991                                    | Bahamian 1985                                     | Mill Reef                                         | Never Bend                                        |
| Mère Hope 1991                                    | Bahamian 1985                                     | Mill Reef                                         | Milan Mill                                        |
| Mère Hope 1991                                    | Bahamian 1985                                     | Sorbus                                            | Busted                                            |
| Mère Hope 1991                                    | Bahamian 1985                                     | Sorbus                                            | Censorship (famille 19)                           |